# 楠本徹也
楠本 徹也（くすもと てつや、1955年5月15日  - ）は、日本の言語学者。専門は、応用言語学、日本語学、日本語教育学。東京外国語大学名誉教授。

## 略歴
- 1979年3月　青山学院大学文学部英米文学科卒業
- 1982年3月　ミシガン大学言語学部大学院修士課程修了
- 1983年1月　ノースカロライナ州立大学 日本語講師
- 1984年9月　デューク大学 日本語講師
- 1985年8月　コーネル大学 日本語講師
- 1990年4月　東京外国語大学留学生教材開発センター 助教授
- 1994年4月　東京外国語大学留学生日本語教育センター 助教授（改組に伴う配置換え）
- 2012年4月　同 教授
- 2015年4月　東京外国語大学国際日本学研究院 教授（大学院重点化改組に伴う配置換え）
- 2021年3月　東京外国語大学定年退職、名誉教授

## 著書
- 『形式名詞がこれでわかる』（吉川武時編、「トコロ」分担執筆、ひつじ書房、2003年）
- 『新概念日語1』（共著、北京出版社、2002年）
- JAPANESE CULTURAL ENCOUNTERS（共著、McGraw-Hills, 1991年）